# إسبشلي فور يو
«إسبيشالي فور يو» (بالإنجليزية: Especially For you)‏ أو خصيصا لك، هي أغنية أداها المغنيان الأستراليان كايلي مينوغ وجيسون دونوفان، من ألبوم دونوفان الأول تن غود ريزونز (1989). تم إصدار الأغنية في 28 نوفمبر 1988، وهي من تأليف وإنتاج فريق ستوك أيتكين واترمان.
تلقت الأغنية العديد من التقييمات الإيجابية من النقاد المعاصرين والأكبر سنا، الذين اعتبروها إحدى أقوى الأغاني من كل ألبومات المطربين، وكما وصفوا الأغنية بأنها كلاسيكية. حققت الأغنية نجاحا تجاريا، حيث بلغت المركز واحد في المملكة المتحدة وأيرلندا واليونان وبلجيكا وكذلك المراكز الخمسة الأولى في دول مثل أستراليا ونيوزيلندا وفرنسا وفنلندا وسويسرا. في عام 2015 تم التصويت على الأغنية من قبل الجمهور البريطاني في المرتبة العشرين ضمن قائمة أغاني المرتبة الأولى المفضلة لدى الأمة من الثمانينات في استطلاع أجرته محطة آي تي في.
قامت مينوغ بتأدية هذه الأغنية في ثنائي مع الضفدع كامل على برنامج مقابلة مع... كايلي مينوغ في عام 2001.

## الخلفية
ظهرت كل من كايلي مينوغ وجيسون دونوفان على المسلسل التلفزيوني الأسترالي «جيران» ولكن ترك كلاهما المسلسل للتركيز على الموسيقى. أصدرت كايلي ألبومها الأول «كايلي»، بينما كان دونوفان يعمل على ألبومه Ten Good Reasons. وكتب فريق «ستوك أيتكين واترمان» (اللذان ألفا الأغاني لفنانين) أغاني ليغنياها معا. تم إصدار الأغنية كمنفردة في 28 نوفمبر 1988، ولكنها أدخلت لاحقًا في النسخة الأمريكية من ألبوم كايلي الثاني، Enjoy Your Yourself.
ذكر بيت واترمان في مقابلة مع سارة كوكس على إذاعة راديو بي بي سي 2 عن موسيقى الثمانينات، وأذيعت 15 ديسمبر 2017، أنه تم اقتراح الفكرة الأصلية لإصدار الدويتو بين النجمين قد اقترحت على العلامة من مجموعة وولزوورث الذين قالوا إنهم سيطلبون 250,000 نسخة من التسجيل.
تم إدخال الأغنية بعد مرور سنوات على إصدارها في أربعة أعمال تجميعية لمينوغ، وألبومين تجميعيين لدونوفان.
في يوليو 2012، قام كل من كايلي مينوغ وجيسون دونوفان بأداء الأغنية معا في حفل Hit Factory Live، وكان أداءهما الأول معا منذ عام 1989.

## الأداء على القوائم
دخلت أغنية «إسبيشالي فور يو» قائمة الأغاني الأسترالية في المركز الثاني وبقيت فيه لأربعة أسابيع متتالية. هذا أعلى مركز وصلته أغاني جيسون دونوفان في أستراليا، على أن كايلي تصدرت القائمة بثلاث أغاني قبلها. ودخلت القائمة في نيوزيلندا في المركز الرابع وبلغت الذروة في المركز الثاني. وحتى الآن، هذه هي الأغنية الوحيدة لدونوفان التي تصل إلى العشرين الأوائل هناك، وهي صاحبة أعلى مركز وأطول فترة بقاء على القائمة بين أغاني مينوغ، حيث بقيت هناك لمدة 21 أسبوعًا. ثم دخلت قائمة الأغاني البريطانية في المركز الثاني، وبقيت هناك لمدة أربعة أسابيع، حيث ارتقت إلى المركز الأول لثلاثة أسابيع متتالية. بقيت الأغنية في القائمة لما مجموعه 14 أسبوعًا، كان ثاني أغنية لكايلي تتصدر أغاني المملكة المتحدة من أصل 7 حتى 2018، وأول أغنية تتصدر القائمة لدونوفان من أصل 4. في عام 2014 أصبحت الأغنية واحدة من 154 أغنية فقط في تاريخ قائمة الأغاني في المملكة المتحدة لتصل إلى مليون مبيع.
في الأسواق الأوروبية، دخلت الأغنية قائمة الأغاني في فرنسا في المركز 39 وارتقت إلى المركز الثالث لمدة أسبوعين متتاليين. كما دخلت القائمة الهولندية في المركز 73، وبلغت ذروتها في المركز الرابع لأسبوع واحد. قضت الأغنية أسبوعًا وحيدًا في المركز العاشر في النرويج، لتكون إحدى أقل أغانيها المنفردة نجاحا على هذه القائمة. ودخلت قائمة الأغاني السويدية في المركز 15 حتى بلغت ذروتها في المركز الثاني عشر لأسبوع واحد. وصلت الأغنية إلى المركز الثاني في سويسرا لأسبوع واحد، حيث بقيت في القائمة لخمسة عشر أسبوعًا. بلغت الأغنية ذروتها في المركز الثاني عشر في النمسا لمدة أسبوع واحد. كانت هذه الأغنية أفضل نجاحات مينوغ في بريطانيا وفرنسا وهولندا وسويسرا حتى إصدار أغنية «كانت غيت يو آوت أوف ماي هيد» عام 2001.
أصبح هذا الدويتو أنجح مبيع لأغنية من تأليف فريق سكوت أيتكين واترمان، حيث باع أكثر من مليون نسخة حتى تاريخه في ديسمبر 2014.

## مراكز القوائم
| القائمة (1988–89)                             | أفضل موقع |
| --------------------------------------------- | --------- |
| قائمة أريا تشارتس للأغاني المنفردة (أستراليا) | 2         |
| قائمة أولتراتوب للأغاني (بلجيكا)              | 1         |
| قائمة هيتليستنالأغاني (الدنمارك)              | 5         |
| قائمة الأغاني (هولندا)                        | 6         |
| يوروتشارت هوت 100                             | 1         |
| تسجيلات فنلندا الرئيسية                       | 4         |
| قائمة سنيب للأغاني (فرنسا)                    | 3         |
| قائمة الأغاني (ألمانيا)                       | 10        |
| قائمة الأغاني (اليونان)                       | 1         |
| ترتيب أغاني أيرلندا                           | 1         |
| قائمة ريانز للأغاني (نيوزيلندا)               | 2         |
| قائمة في جي ليستا للأغاني (النرويج)           | 10        |
| قائمة الأغاني (البرتغال)                      | 2         |
| قائمة الأغاني (السويد)                        | 12        |
| هيت باراد سويسرا                              | 2         |
| تصنيف المملكة المتحدة للأغاني المنفردة        | 1         |

| السنة | البلد           | القائمة |
| ----- | --------------- | ------- |
| 1988  | المملكة المتحدة | 37      |
| 1989  | المملكة المتحدة | 16      |
| 1989  | أستراليا        | 17      |
| 1989  | بلجيكا          | 26      |
| 1989  | ألمانيا         | 60      |
| 1989  | سويسرا          | 22      |
| 1989  | هولندا          | 53      |
| 1989  | نيوزيلندا       | 14      |